# Gaby Amarantos
Gabriela Amaral dos Santos (Belém, 1 de agosto de 1978), mais conhecida como Gaby Amarantos, é uma cantora, compositora, apresentadora e atriz brasileira.

## Biografia
Gabriela Amaral dos Santos nasceu no bairro de Jurunas, na periferia de Belém, Gaby iniciou sua carreira como cantora na Paróquia de Santa Teresinha do Menino Jesus, onde participava do coral. Chamava atenção por sua voz grave, mas suave, tendo sido convidada para se apresentar em bares da capital paraense. Conquistou grande êxito na música paraense com a Banda Tecno Show.
Conhecida por sua exuberância e por seu figurino extravagante, composto por brincos grandes, sapatos de 20 centímetros de altura com leds, roupas coloridas, cílios postiços, apliques de cabelo e acessórios coloridos, ela foi uma das responsáveis pelo surgimento e difusão do tecnobrega, ritmo que virou febre na Região Norte do Brasil. Ficou conhecida nacionalmente após lançar a música "Hoje Eu Tô Solteira", uma versão da música "Single Ladies", da cantora americana Beyoncé. O sucesso da música rendeu a Gaby o apelido de "Beyoncé do Pará", e em 2012, ela lançou seu primeiro disco solo,Treme, com hits como Ex Mai Love e Xirley.
Em 2021, após quase 10 anos do sucesso do álbum “Treme”, Gaby Amarantos lançou seu segundo trabalho em estúdio; “Purakê”, uma alusão ao peixe elétrico pré-histórico da Amazônia, cuja voltagem chega a 860 volts, enfatizando a eletricidade natural que a cantora considera uma característica de toda sua força e representatividade como mulher e cantora brasileira. Com direção e produção musical assinado pelo Jaloo, o álbum conta com participações de Ney Matogrosso, Elza Soares, Alcione, Dona Onete e Liniker, entre outras.
Atualmente, Gaby é destaque na TV como técnica do programa The Voice Kids, na TV Globo. Ela é uma das apresentadoras do Saia Justa, no canal GNT, e atriz na novela Além da Ilusão.

## Vida pessoal
Gaby tem um filho, Davi, nascido em Belém em 2009. Em entrevistas revelou que escolheu este nome para seu filho por ser bíblico, e que foi abandonada grávida por seu então namorado, passando uma gravidez solitária e difícil, acabando por criar seu filho como mãe solteira, mas que nunca viu problemas nisso, por ter tido a liberdade de criar seu filho como desejasse, e que esse fato uniu muito sua família.
Em junho de 2013, ela iniciou um relacionamento sério com o britânico Gareth Jones, que tinha chegado em Belém no final de uma expedição que durou três anos, viajando pela Amazônia de canoa, em 2024 o relacionamento chegou ao fim. 
Viajando a trabalho por todo o Brasil e pelo mundo, quando tira férias, passa temporadas em Londres, visitando a família do companheiro, que vive com ela no Pará.
Em 2017 fez uma viagem para Guiné-Bissau, na África, para conhecer um pouco da ancestralidade, depois de realizar um teste de ADN, que provou que possui ascendência afro-brasileira, indígena e luso-brasileira, e uma forte ligação com Senegâmbia, a região de onde foram traficados muitos escravos para o estado do Pará.
Em julho 2021, com 12 anos de idade, o filho Davi estrelou no videoclipe "Amor Pra Recordar", junto com a irmã Gabriele, e sobrinha Ana Vitória. As filmagens aconteceram na Ilha de Combú, em Belém.

## Carreira

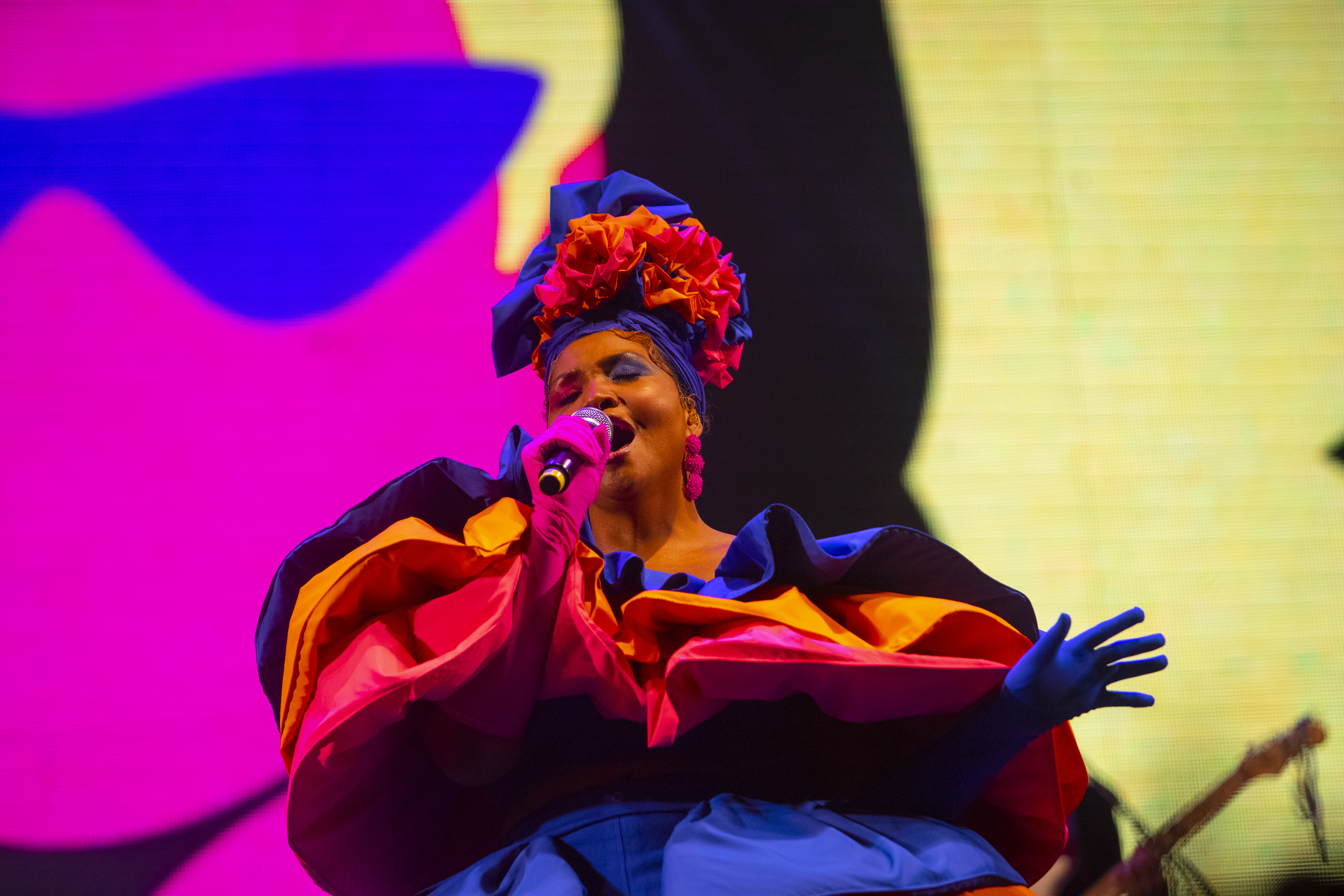
Gaby no Festival Sensacional em 2020

Em maio de 2012, Gaby lançou seu primeiro disco solo, intitulado Treme, com produção de grandes nomes como Carlos Eduardo Miranda e Felix Robatto. O segundo single do álbum, "Ex Mai Love", é o tema de abertura da novela Cheias de Charme, da Rede Globo.
Foi indicada a diversos grandes prêmios da música, Grammy Latino, nas categorias "Artista Novo" e "Melhor Álbum de Música Regional ou de Raízes Brasileiras", MTV Video Music Brasil, onde venceu as categorias de 'Artista Feminina' e 'Artista do Ano' de 2012; Prêmio Multishow onde venceu na categoria de 'Novo Hit', troféu de 'Cantora' da  Associação Paulista de Críticos de Arte, quando foi escolhida a 'Melhor Cantora de 2012'; Melhores do Ano, entre outros. Em 2011, foi eleita pela revista Época como uma das 100 Personalidades Mais Influentes do Brasil.
Após ter causado um frisson na mídia internacional, Gaby Amarantos é convidada para se apresentar em Cannes. Gaby Amarantos se preparou para sua apresentação no Festival de Cinema de Cannes. Ela preparou um figurino toda especial, com um cocar feito com penas indígenas e acessórios tecnológicos. A apresentação aconteceu em maio de 2013.
Gaby Amarantos se apresentou no "Brasil Summer Fest" em Nova Iorque, sendo o seu debut nos EUA, em 20 de julho de 2013 no Central Park SummerStage.
Em Troca de Estilos, do canal Discovery Home & Health, duas mulheres são desafiadas a mudar o estilo uma da outra. No programa, as participantes são entrevistadas pela Gaby e, depois, o time de especialistas transformam as mulheres. A primeira temporada teve estreia em 11 de março de 2015,  e, em 14 de setembro de 2016, o programa retornou para sua segunda temporada. "Troca de Estilos" foi considerado também como a maior audiência de moda do canal. Com a Gaby Amarantos à frente, a atração conquistou a liderança na TV paga entre mulheres de 18 a 24 anos, elevando em 88% a faixa horária.
No dia 16 de junho de 2016, Gaby Amarantos foi uma condutora da tocha olímpica em Bélem do Pará. Ela cantou o samba ''As Forças da Natureza'' na cerimônia de encerramento dos Jogos Paralímpicos do Rio 2016, no Maracanã no dia 18 setembro de 2016.
Em 2019, Gaby Amarantos se apresentou no Rock in Rio, junto com outros grandes nomes da música paraense como Fafá de Belém, Dona Onete, Jaloo, Manoel Cordeiro e Lucas Estrela, compondo o espetáculo "Pará Pop".
No ano de 2021, foi convidada para ser uma das técnicas do reality show The Voice Kids (Brasil), onde teve destaque com sua candidata finalista Isabelle Ribeiro.
Devido sua desenvoltura como jurada, apresentadora e ótimos comentários, novamente foi convidada para ser técnica da atração principal The Voice Brasil de 2022.
Neste mesmo ano (2022), Gaby anuncia o álbum "TecnoShow (Vol. 1)", onde resgata os hits marcantes de sua antiga Banda Tecno Show. O álbum é inteiramente formado por versões tecnobrega de músicas internacionais, devidamente autorizadas por Cyndi Lauper, Roxette, Bee Gees, entre outros, além de duas canções originalmente escritas por Amarantos. Lançado em dezembro, a artista celebra os 20 anos de formação da banda, a difusão do tecnobrega e introdução da cultura e estética das aparelhagens no cenário pop nacional. Teve ótima repercussão nas redes sociais, principalmente entre os fãs paraenses, que elegeram o seu show de lançamento como um dos melhores e mais aclamados do Festival Psica 2022, em Belém do Pará.

## Discografia

### Álbuns de estúdio
| Ano  | Detalhes do álbum |
| ---- | --- |
| 2012 | Treme - Lançamento: 20 de abril de 2012 - Gravadora(s): Som Livre - Formato(s): CD, download digital                 |
| 2021 | Purakê - Lançamento: 2 de setembro de 2021 - Gravadora(s): Amarantos Eleva / Deck - Formato(s): download digital     |
| 2022 | TecnoShow - Lançamento: 15 de dezembro de 2022 - Gravadora(s): Amarantos Eleva / Deck - Formato(s): download digital |

### Singles

#### Como artista principal
| Ano  | Canção                                                    | Álbum                     |
| ---- | --------------------------------------------------------- | ------------------------- |
| 2011 | "Xirley"                                                  | Treme                     |
| 2012 | "Ex Mai Love"                                             | Treme                     |
| 2012 | "Chuva"                                                   | Treme                     |
| 2013 | "Ela Tá Beba Doida"                                       | Treme                     |
| 2013 | "Gemendo"                                                 | Treme                     |
| 2013 | "Boas Festas"                                             | Natal em Família          |
| 2014 | "Gaby Ostentação"                                         | Adicionado à nenhum álbum |
| 2014 | "Todo Mundo" (part. Monobloco)                            | Adicionado à nenhum álbum |
| 2016 | "Fogo"                                                    | Adicionado à nenhum álbum |
| 2018 | "Sou+Eu"                                                  | Adicionado à nenhum álbum |
| 2019 | "Ilha do Marajó" (part. Verequete e Waldo Squash)         | Adicionado à nenhum álbum |
| 2019 | "Cachaça de Jambú" (part. Waldo Squash e Maderito)        | Adicionado à nenhum álbum |
| 2019 | "Xanalá" (part. Duda Beat)                                | Adicionado à nenhum álbum |
| 2020 | "Vênus em Escorpião" (part. Ney Matogrosso e Urias)       | Purakê                    |
| 2021 | "Tchau" (part. Jaloo)                                     | Purakê                    |
| 2021 | "Amor Pra Recordar" (part. Liniker)                       | Purakê                    |
| 2021 | "Última Lágrima" (part. Elza Soares, Alcione, Dona Onete) | Purakê                    |
| 2021 | "Arreda" (part. Leona Vingativa e Viviane Batidão)        | Purakê                    |
| 2021 | "Sangrando" (part. Potyguara Bardo)                       | Purakê                    |
| 2022 | "Tic-tac Do Meu Coração"                                  | -                         |

#### Como artista convidada
| Ano  | Canção                                                   | Ref.   | Álbum                         |
| ---- | -------------------------------------------------------- | ------ | ----------------------------- |
| 2013 | "Vou Te Pegar" (Gabriel Moura part. Gaby Amarantos)      | —      | Karaokê Tupi 2                |
| 2014 | "El Mundo es Nuestro" (Tan Bionica part. Gaby Amarantos) | —      | Não adicionado a nenhum álbum |
| 2014 | "La Copa de Todos" (Carlos Vives part. Gaby Amarantos)   | —      | Más Corazón Profundo          |
| 2018 | "Corpo Fechado" (Johnny Hooker part. Gaby Amarantos)     | —      | Coração                       |
| 2019 | "Q.S.A" (Jaloo part. Gaby Amarantos)                     | [ 28 ] | Ft.                           |

### Videoclipes
| Ano  | Canção                                             | Ref.   | Direção                                  |
| ---- | -------------------------------------------------- | ------ | ---------------------------------------- |
| 2011 | "Xirley"                                           | [ 29 ] |                                          |
| 2013 | "Gemendo"                                          | [ 30 ] |                                          |
| 2014 | "Todo Mundo" (com Monobloco)                       | [ 31 ] |                                          |
| 2014 | "Gaby Ostentação"                                  | —      |                                          |
| 2019 | "Ilha do Marajó" (part. Verequete e Waldo Squash)  |        | Premier King, Gareth Jones, Lucas Gouvêa |
| 2019 | "Cachaça de Jambú" (part. Waldo Squash e Maderito) |        | Lucas Gouvêa, Gareth Jones, Luan         |
| 2019 | "Xanalá" (part. Duda Beat)                         |        | Fernando Morães                          |
| 2020 | "Vênus em Escorpião" (com Ney Matogrosso e Urias)  | [ 32 ] | Jõao Monteiro                            |
| 2021 | "Tchau" (com Jaloo)                                | [ 33 ] | Jõao Monteiro                            |
| 2021 | "Amor Pra Recordar" (part. Liniker)                | [ 34 ] | Jõao Monteiro                            |
| 2021 | Sangrando (part. Potyguara Bardo)                  | [ 35 ] | Rodrigo de Carvalho                      |

## Filmografia

### Televisão
| Ano       | Título              | Cargo / Personagem                     | Notas                      |
| --------- | ------------------- | -------------------------------------- | -------------------------- |
| 2012      | Cheias de Charme    | Ela mesma                              | Episódio: "28 de setembro" |
| 2012      | Dança dos Famosos 9 | Participante                           | Temporada 9                |
| 2013      | Medida Certa        | Participante                           | Temporada 3                |
| 2013      | Contos do Edgar     | Berenice                               | Episódio: "Berê"           |
| 2013      | Gaby Gringa         | Apresentadora                          |                            |
| 2013      | The Voice Brasil    | Mentora convidada                      | Temporada 2                |
| 2013      | Vai que Cola        | Ela mesma                              | Episódio: "36"             |
| 2016      | Vai que Cola        | Ela mesma                              | Episódio: "25"             |
| 2015      | Troca de Estilos    | Apresentadora                          |                            |
| 2015      | Tomara que Caia     | Shirley                                | Episódio: "25 de outubro"  |
| 2017      | Sol Nascente        | Ela mesma                              | Episódio: "18 de março"    |
| 2018–2022 | Saia Justa          | Apresentadora                          |                            |
| 2021      | The Voice Kids      | Técnica (6.ª Temperoda)                |                            |
| 2022      | Além da Ilusão      | Emília Costa                           |                            |
| 2022      | The Voice Brasil    | Técnica (11.ªTemporada)                |                            |
| 2023      | The Voice Brasil    | Comentarista Convidada (12.ªTemporada) |                            |
| 2023      | No Corre            | Emerlinda                              | 1ª temporada               |
| 2024      | Garota do Momento   | Emília Costa                           | Episódio: "14 de novembro" |

### Cinema
| Ano  | Título                    | Personagem | Nota                  |
| ---- | ------------------------- | ---------- | --------------------- |
| 2013 | Crô: O Filme              | Ela mesma  | Participação especial |
| 2020 | De Perto Ela Não É Normal | Maria Pia  |                       |
| 2022 | Serial Kelly              | Kellyane   | Protagonista          |

## Prêmios e indicações
| Ano  | Prêmio                         | Categoria                                             | Indicação                           | Resultado | Ref.   |
| ---- | ------------------------------ | ----------------------------------------------------- | ----------------------------------- | --------- | ------ |
| 2011 | Melhores do Ano                | Revelação Musical                                     | Gaby Amarantos                      | Indicada  | [ 49 ] |
| 2012 | Prêmio Multishow               | Novo Hit                                              | "Ex Mai Love"                       | Venceu    | [ 50 ] |
| 2012 | Prêmio Bravo! Prime de Cultura | Melhor CD de música popular                           | Treme                               | Venceu    | [ 51 ] |
| 2012 | Prêmio Quem                    | Melhor Cantora                                        | Treme                               | Indicada  | [ 52 ] |
| 2012 | MTV Video Music Brasil         | Melhor Capa                                           | Treme                               | Venceu    | [ 53 ] |
| 2012 | MTV Video Music Brasil         | Clipe do Ano                                          | "Xirley"                            | Indicada  | [ 53 ] |
| 2012 | MTV Video Music Brasil         | Artista Feminino                                      | Gaby Amarantos                      | Venceu    | [ 53 ] |
| 2012 | MTV Video Music Brasil         | Artista do Ano                                        | Gaby Amarantos                      | Venceu    | [ 53 ] |
| 2012 | Grammy Latino                  | Melhor Artista Revelação                              | Gaby Amarantos                      | Indicada  | [ 54 ] |
| 2012 | Grammy Latino                  | Melhor Álbum de Música de Raízes em Língua Portuguesa | Treme                               | Indicada  | [ 54 ] |
| 2012 | Prêmio Extra de Televisão      | Melhor Tema Musical                                   | "Ex Mai Love"                       | Indicada  | [ 55 ] |
| 2012 | Prêmio APCA                    | Melhor Cantora                                        | Gaby Amarantos                      | Venceu    | [ 56 ] |
| 2018 | Troféu Raça Negra              | Homenagem                                             | Homenagem                           | Venceu    | [ 57 ] |
| 2019 | MTV Millennial Awards          | Feat do Ano                                           | "Corpo Fechado" (com Johnny Hooker) | Venceu    | [ 58 ] |
| 2020 | MVF Awards                     | Melhor Figurino                                       | "Vênus Em Escorpião"                | Venceu    | [ 59 ] |
| 2022 | Prêmio iBest                   | Influenciador Pará                                    | Gaby Amarantos                      | Pendente  | [ 60 ] |
| 2022 | WME Awards                     | Melhor Álbum                                          | Purakê                              | Indicada  | [ 61 ] |
| 2023 | Festival Sesc Melhores Filmes  | Melhor Atriz Nacional                                 | Serial Kelly                        | Indicada  | [ 62 ] |
| 2023 | Grammy Latino                  | Melhor Álbum de Música de Raízes em Língua Portuguesa | TecnoShow                           | Venceu    | [ 63 ] |
| 2023 | Prêmio Potências!              | Artista do Ano                                        | Gaby Amarantos                      | Pendente  |        |